# Hugo III. Burgundský
Hugo III. Burgundský (francouzsky Hugues III de Bourgogne, 1148 – 25. srpna 1192, Akkon) byl burgundský vévoda a dauphin z Viennois.
Podporoval četné církevní instituce a z vděčnosti za zachování svého života při pouti do Jeruzaléma založil kostel sv. Marie a sv. Jana v Dijonu. Jako vazal francouzského krále Filipa II. se zúčastnil třetí křížové výpravy, což se mu stalo osudným.

## Život
Hugo se narodil jako starší syn vévody Oda Burgundského a Marie, dcery Theobalda z Blois. Po smrti otce roku 1162 zdědil panství a regentku mu do roku 1165 dělala matka Marie. Téhož roku se oženil s Alicí, dcerou Matouše Lotrinského a neteří císaře Fridricha Barbarossy a zahájil sbližování se štaufským císařským dvorem, jež upevnil svým druhým sňatkem s Beatrix s Albonu, dědičkou Vienne. Tehdy se stal vazalem Fridricha Barbarossy a pokusil se získat větší svobodu na francouzském králi, což se mu nezdařilo a král Filip II. proti němu roku 1186 vojensky zasáhl.
Roku 1188 přijal Hugo kříž a stal se jedním z hlavních velitelů křižáckých oddílů francouzského krále. Filip II. jej pověřil roku 1190 vyjednáváním s Janovany kvůli přepravě křižáků na Východ a i během pobytu na Sicílii byl opět vyjednavačem mezi znepřátelenými stranami.
V červenci 1191 se francouzský král po pádu Akkonu rozhodl pro návrat do Evropy a jmenoval Huga vůdcem zbývajícího oddílu francouzských křižáků. V září téhož roku se křižáci pod vedením Richarda Lví srdce střetli se Saladinem v bitvě u Arsufu. Jednota se rozplynula v dešti před Jeruzalémem, kdy se křižáci po poradě stáhli a Hugo voje Richarda Lví srdce dočasně opustil.
Spory panovaly také ohledně nástupnictví na jeruzalémský trůn. Konráda z Montferratu podporovali jeruzalémští baroni a francouzská strana v čele s burgundským vévodou a Víta z Lusignanu zase Richard Lví srdce. Dohoda byla uzavřena v dubnu 1192, Konrád byl vzápětí zavražděn asasíny a křižáci znovu zvažovali útok na Jeruzalém. Nejzapálenějšími byli francouzští křižáci se svým velitelem a mezi vojáky se vplížila nevraživost přiživená i sváry mezi Richardem a Hugem o vyplacení žoldu. Hugo pak nechal složit zlovolnou píseň zesměšňující Richardovy kvality. Richard mu oplatil stejnou mincí. a dle kronikáře Ralpha z Coggeshallu jej obvinil z přijímání darů od samotného Saladina. 4. července vydal Richard po jednání válečné rady rozkaz k ústupu a Hugo se svými vojáky opět opustil řady Richardova vojska.
Hugo zemřel v srpnu téhož roku u Akkonu a byl pohřben v rodovém pohřebišti v Kapli vévodů klášterního kostela v Citeaux. Filip z Beauvais pak podle kronikáře Richarda z Devizes rozšířil po Evropě zvěst, že Richard nechal Huga Burgundského otrávit, a kronikář dodává, že radost, jež se v nemocném Richardovi vzdemula po zprávě o vévodově smrti, jej zcela zbavila horkosti.